# Haeva

Kopie der Inschrift CIL 13, 8705

Haeva ist eine germanische Göttin, deren Name nur auf einem heute verlorenen Votivstein aus dem niederländischen Malburg (Gelderland) überliefert ist, wo sie mit Hercules Magusanus gemeinsam genannt wird.

„Hercvli Magvsano et Haevae Vlpi(vs) Lvpio et Vlpia Ammava pro natis v(otum) s(olverunt) l(ibentes) m(erito)“

Durch die auffällige Schreibweise wurde der Name auch als die Hebe der griechischen Mythologie gelesen, die Frau des Herakles. Im Kontext mit Hercules Magusanus, als Hypostase des Donar, wird für Haeva überzeugender ein germanischer Bezug in der Forschung angenommen. Der Name wird seit Rudolf Much und Theodor Siebs zu germanisch *hiwan „heiraten“ gestellt. Die Funktion der Göttin wird vom Namen abgeleitet und als Beschützerin der Familie gedeutet. Die Stifter des Votivsteins, ein Ehepaar, bitten pro natis, „für ihre Kinder“. Eine konkrete Anbindung an spätere überlieferte germanische Göttinnen wie nordgermanische Göttinnen der Wikingerzeit muss spekulativ bleiben, insbesondere zur Figur der eddischen Sif als Frau des Thor. Jan de Vries vermutet einen funktionalen Bezug zur Frija.
Die Haeva wurde vor allem in der niederländischen Forschung mit der aus der Tabula Peutingeriana überlieferten Namensform Levefanum des römischen „Kastell Rijswijk“ in Verbindung gebracht. Levefanum kann nach Saskia van Dockum, und zuvor durch B. H. Stolte, von Haeva Fanum, „Tempel der Haeva“ abgeleitet werden. Stolte stellt diese Beziehung besonders heraus, um zum einen die klare germanische Indigenität der Gottheiten Haeva und Magusanus in Relation zu den germanischen Namen der Stifter der Votivsteine (i. e. der Magusanus-Inschriften) zu zeigen, und zum anderen, um die nicht überzeugenden Versuche, dem germanischen Gott eine griechische Göttin als Begleiterin zur Seite zu stellen, kenntlich zu machen. Der Ortsname lässt sich abweichend von diesen Darstellungen, wenn er aus dem Germanischen gedeutet wird, zunächst als Doublette des bei Ptolemaios überlieferten Ortsnamens Leufan stellen, hier lediglich ergänzt mit einem weiteren e als Bindevokal. Die hergestellte germanische Etymologie nach Scheungraber/Grünzweig deutet statt auf ein Heiligtum einer Gottheit auf eine profane (Feucht)Wiese hin, auf der Gras geschnitten wurde. Sie stellen Leve- einzig möglich zu germ. *lewa- = „schneiden“ und -fanum zu germ. *fanja- = „Sumpf, Moor“ (Fenn) und vergleichen unter anderem mit altfriesisch fenne = „feuchte Wiese“.